# Генеральна військова інспекція при Президентові України
Генеральна військова інспекція при Президентові України  (скорочено ГВІ)   — утворена Президентом України для здійснення його повноважень як Верховного Головнокомандуючого Збройними Силами України  та є структурним   підрозділом  Адміністрації Президента України, підпорядкованим Президентові України. 
Активну участь у створенні ГВІ брав помічник Президента України з військових питань Гречанінов Вадим Олександрович.
Загальне керівництво ГВІ здійснює Генеральний інспектор.
Основними завданнями ГВІ є:
- постійний контроль за станом і діяльністю військ;
- здійснення організаційних заходів щодо раціонального використання економічних, технічних, наукових можливостей держави для реформування та будівництва Збройних Сил України, Національної гвардії  України, Прикордонних військ України, Цивільної оборони України, військ внутрішньої та конвойної охорони Міністерства внутрішніх справ України, підтримання боєздатності та забезпечення пріоритетних і перспективних напрямів їх розвитку;
- контроль за додержанням у військах законодавства України;
- перевірка виконання мобілізаційних заходів та стану підготовки військових резервів у державі;
- проведення інспекцій та окремих перевірок боєготовності військ.

## Історія
Для забезпечення здійснення своїх повноважень як Верховного Головнокомандуючого Збройними Силами України Президентом України Леонідом Кучмою 27 лютого 1995 року згідно з указом № 147/95 була утворена «Генеральна військова інспекція при Президентові України», яка відповідно до Указу Президента України №452/95 від 16.06.1995 є структурним підрозділом Адміністрації Президента України, підпорядкованим Президентові України.
Загальне керівництво ГВІ здійснював Генеральний Інспектор, який призначався на посаду і звільнявся з неї Президентом України.

Валерій Губенко (1939-2000)

Першим Генеральним інспектором став генерал армії України Валерій Губенко.
Організація та забезпечення діяльності Генеральної військової
інспекції до 2000 року покладалася на Адміністрацію Президента України і Міністерство оборони України.
При цьому до 1996 року штатний розпис ГВІ затверджувався Главою Адміністрації Президента України.
У 1996 році Президент України Леонід Кучма вивів зі штатного розпису Адміністрації Президента України підрозділи, які займалися питаннями забезпечення проведення засідань РНБОУ та здійснення своїх повноважень як Верховного Головнокомандуючого Збройними Силами України і Голови Ради національної безпеки і оборони України у питаннях
контролю та керівництва військами.
З березня 1996 року структуру і штатний розпис ГВІ (яка отримала статус окремого військового органу, підпорядкованого Президентові України) затверджує Генеральний інспектор. 
При цьому затверджував граничну чисельність ГВІ та призначав її керівництво Президент України, а посадові оклади та премії військовослужбовців і державних службовців Інспекції були встановлені на рівні окладів співробітників Адміністрації Президента  України, оклади за військовими званнями та інші види грошового забезпечення військовослужбовців - згідно з чинним законодавством.
У листопаді 1996 згідно зі ст.1 Указу Президента України «Про грошове забезпечення військовослужбовців Генеральної військової Інспекції» №1106/96 першою складовою їх грошового забезпечення було затверджено посадові оклади на рівні посадових окладів Адміністрації Президента України .
При цьому, відповідно до ст.2 цього указу другою складовою грошового забезпечення передбачено виплачувати військовослужбовцям Генеральної військової інспекції оклади за військовими  званнями, надбавку  за вислугу років, допомогу та здійснювати інші виплати на умовах і в розмірах, установлених для військовослужбовців Збройних Сил України, а згідно зі ст.3 згаданого указу - третьою складовою грошового забезпечення військовослужбовцям ГВІ встановлено надбавки за «особливий характер  служби» в розмірі до 90 відсотків від окладу грошового забезпечення (від суми посадового окладу та окладу за військове звання).
У вересні 1998 році Генеральним інспектором став генерал-полковник Василь Собков.
У червні 2000 року згідно зі ст.1 Указу Президента України «Про посадові оклади військовослужбовців Генеральної військової інспекції» затверджено та введено в дію з 1 червня 2000 року схему посадових   окладів   військовослужбовців ГВІ, які прирівняні до розмірів відповідних посадових окладів керівних працівників і спеціалістів Адміністрації Президента України, встановлених Кабінетом Міністрів України у відповідності до урядової постанови від 13.12.1999 №2288 (додаток 1).
Наприклад, розмір посадового окладу Першого заступника Генерального інспектора 370 грн. було встановлено на рівні розміру посадового окладу Першого заступника Глави Адміністрації Президента України, а розмір посадового окладу старшого інспектора ГВІ 310 грн. - на рівні розміру посадового окладу завідувача самостійного відділу Адміністрації Президента України.  
У жовтні 2001 року згідно з Указом Президента України №1017/2001 від 25.10.2001 статус ГВІ як окремого військового органу змінено, оскільки її штатну чисельність було повернено до Адміністрації Президента України та прийнято рішення про створення у складі Адміністрації Президента України «Головного управління з питань діяльності військових формувань та правоохоронних органів» саме за рахунок штатної чисельності Генеральної військової інспекції при Президентові України та Управління по роботі правоохоронних органів Адміністрації Президента України, що ліквідуються. 
Тому Генеральна військова інспекція при Президентові України утворювалася та ліквідовувалася як підрозділ Адміністрації Президента України, а не як орган державної влади , відповідний ліквідаційний акт подавався на затвердження  Першому  заступникові Глави Адміністрації Президента України, а ліквідаційні заходи ГВІ не потребували визначення її правонаступника. 
У листопаді 2001 року, у зв'язку  з ліквідацією Генеральної військової інспекції, згідно зі ст.2 Указу Президента України №1047 від 5.11.2001 постановлено відповідним міністерствам та іншим державним органам України забезпечити збереження за військовослужбовцями ГВІ на весь період їх служби розмірів посадових окладів та додаткових видів грошового забезпечення, які вони мали до звільнення з Інспекції, а пенсії перераховувати звільненим з Інспекції військовослужбовцям (у тому числі тим, що до звільнення з військової служби продовжать службу в інших військових формуваннях зі збереженням грошового забезпечення ГВІ) у разі чергового підвищення грошового забезпечення відповідної категорії військовослужбовців ліквідованої Генеральної військової інспекції при Президентові України пропорційно загальному коефіцієнту його підвищення (беручи до уваги зміни розмірів відповідних посадових окладів працівників Адміністрації Президента України, до яких прирівняні посадові оклади військовослужбовців Інспекції, та зміни розмірів інших видів грошового забезпечення для військовослужбовців  Збройних  Сил України на виконання ст.2 Указу Президента України №1106/96 від 20.11.1996 з урахуванням президентської надбавки «за особливий характер служби» згідно зі ст.3 цього указу).

## Структура
Гранична чисельність Генеральної військової інспекції при Президентові України затверджувалася у кількості 54 та 57 штатних одиниць.
Структура ГВІ:
- Генеральний інспектор;
- Радник Генерального інспектора;
- Помічник Генерального інспектора

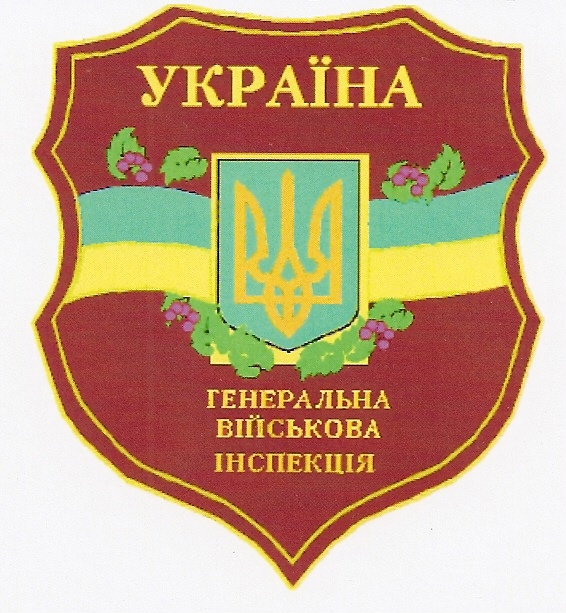
Шеврон для військовослужбовців ГВІ

- Секретаріат з режимно-секретною частиною;
- Перший заступник Генерального Інспектора;
- заступники Генерального Інспектора;
- Перша інспекція військових формувань (Збройних Сил України);
- Друга інспекція військових формувань (Прикордонної служби України, Державної Служби урядового зв'язку СБУ);
- Третя інспекція військових формувань (Внутрішніх військ МВС України та Національної гвардії України);
- Інспекція видів забезпечення (тилового, озброєння, фінансового, мобілізаційного, медичного, кадрового, морально-психологічного);
- Інспекція з питань військової освіти і науки та діяльності Товариства сприяння обороні України;
- Інспекція з питань контролю за ракетно-ядерним роззброєнням, міжнародним військовим співробітництвом та виконанням міжнародних договорів;
- Оперативно-аналітична служба (управління) з аналітичним відділом та сектором компю'терного забезпечення;
- Пресслужба;
- Режимно-секретна частина.

Для погодженого вирішення питань, що належать до компетенції Інспекції, обговорення найважливіших напрямів її діяльності в Інспекції утворюється колегія у складі Генерального інспектора (голова колегії), заступників Генерального інспектора, Керівника Секретаріату Ради національної безпеки при Президентові
України та головного інспектора з питань інспектування видів забезпечення за посадами. Положення про колегію затверджує Президент України.
За рішенням колегії при Інспекції може бути утворено
позаштатні експертні секції з окремих наукових проблем для
здійснення експертизи програм реформування і розвитку об'єктів
інспектування.

## Особи, які обіймали посади в ГВІ
- Губенко Валерій Олександрович
- Собков Василь Тимофійович
- Остапенко Володимир Петрович[13]
- Макаров Анатолій Андрійович (19.07.1939)
- Кухарець Володимир Олексійович
- Каденюк Леонід Костянтинович
- Горбатюк Василь Степанович
- Нестерук Микола Олександрович (16.05.1952)
- Шапошніков Олександр Олександрович (18.08.1946)
- Васильєв Валерій Павлович (02.01.1948)
- Шаповалов Анатолій Петрович (08.11.1935)[14]
- Цикун Михайло Юхимович (25.12.1934 - )
- Григоренко Олексій Олексійович (04.01.1939)
- Полуйко Микола Олексійович (17.12.1931)
- Вороненко Володимир Васильович
- Гніденко Микола Васильович (03.08.1955)
- Згурський Олександр Валентинович (07.02.1956)
- Нечхаєв Сергій Миколайович[15]
- Муляр Григорій Миколайович (08.07,1957)
- Ніколаєнко Степан Іванович (09.01.1952)
- Мельников Володимир Миколайович
- Драган Микола Григорович (25.12.1950 - 13.04.2021)[16]
- Радченко Олександр Олександрович (17.03.1944)
- Ткачук Анатолій Сергійович (28.01.1949)
- Блідар Валерій Микитович (12.11.1949 - 13.07.2024)
- Сметанін Анатолій Вікторович [17]
- Дикий Андрій Михайлович (09.02.1949)
- Савченко Іван Семенович (26.08.1949)
- Пікуза Олександр Миколайович (02.08.1957)
- Скрипка Федір Михайлович (22.09.1958)
- Вайло Валентин Іванович (01.01.1951 - )
- Коломієць Володимир Олександрович (08.10.1053)
- Курінний Анатолій Андрійович (20.02.1957)
- Пигида Анатолій Іванович (04.09.1955)
- Волянський Леонід Петрович (20.08.1946 - 05.02.2025)
- Биховець Валерій Іванович (27.08.1950)
- Курбангалієв Ігор Фаритович (06.09.1961)
- Почтарьов Олександр Іванович (15.09.1952)
- Вергелес Дмитро Дмитрович (26.07.1960)
- Пазяк Роман Іванович (01.08.1948)
- Гребенник Сергій Володимирович (11.02.1954)
- Рябець Віктор Павлович (05.01.1942 - )
- Сєробабін Володимир Федорович (02.05.1952 - )
- Шапкін Сергій Борисович (25.04.1954)
- Шимчишен Олександр Миколайович (12.09.1946)
- Ворона Олександр Іванович (30.10.1941)
- Кіхтенко Вадим Вікторович (31.10.1954)
- Матюх Микола Остапрович (20.12.1942 - )
- Князев Анатолій Миколайович (29.10.1953)
- Рубан Михайло Олексійович (14.06.1943)
- Мельник Володимир Едуардович (20.07.1959)
- Іржевський Юрій Георгійович (15.07.1941)
- Петрова Ольга Іванівна (06.09.1950)
- Гора Олег Борисович (24.04.1973)
- Пегова Валентина Сергіївна (17.12.1953)
- Савлук Василь Денисович (13.03.1946)
- Поляков Євген Михайлович (12.01.1950)
- Захаров Володимир Володимирович (10.06.1934)
- Попов Альберт Павлович (05.06.1938 - )
- Нахаба Ганна Михайлівна (04.12.1957)
- Гаврюшенко Юрій Миколайович (19.05.1964)